# Egipcjanin Sinuhe
Egipcjanin Sinuhe (fin. Sinuhe egyptiläinen) – powieść historyczna Miki Waltariego z 1945 roku. Uważana jest za najwybitniejszą powieść w historii literatury fińskiej oraz zaliczana do kanonu literatury światowej. Fabuła przedstawia życie egipskiego lekarza Sinuhe żyjącego w XIV wieku p.n.e., a jej tłem historycznym jest panowanie i reforma religijna faraona Echnatona z XVIII dynastii, który na krótko wprowadził w Egipcie monoteizm. Prowadzona w narracji pierwszoosobowej opowieść barwnie przedstawia Egipt faraonów i kraje sąsiednie, a także zawiera uniwersalne przemyślania na temat moralności, religii, władzy, wojny czy sensu życia.
Książkę przetłumaczono na ponad 40 języków, głównie z autoryzowanego wydania szwedzkiego. Została zekranizowana przez Hollywood w 1954 roku. W Stanach Zjednoczonych była najlepiej sprzedającą się powieścią zagraniczną do czasu wejścia na rynek Imienia róży Umberto Eco. Pierwsze polskie wydanie powieści – przetłumaczone przez Zygmunta Łanowskiego z autoryzowanego tekstu szwedzkiego – ukazało się w roku 1962 nakładem wydawnictwa „Czytelnik”.

## Źródła i inspiracje

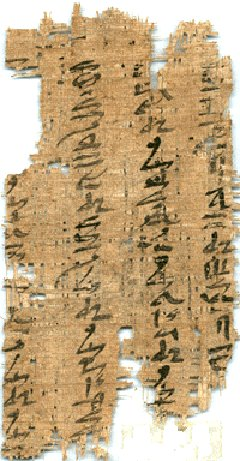
Papirus z Harageh z fragmentem Opowieści Sinuheta (XIX w. p.n.e.)

Mapa starożytnego Egiptu (miasto Achetaton to Amarna)

Tytuł powieści, imię głównego bohatera oraz fabuła nawiązują do znanej z literatury staroegipskiej baśni Opowieści Sinuheta (Opowieści Sinuhe) pochodzącej z czasów XII dynastii (epoka Średniego Państwa). Sama powieść przedstawia jednak wydarzenia rozgrywające się dużo później, w czasach Nowego Państwa, pod koniec panowania XVIII dynastii (ok. 1350–1300 p.n.e.).
Powieść oparta jest na wiedzy archeologicznej, zwłaszcza z dziedziny egiptologii, którą autor fascynował się od dzieciństwa. Zainteresowanie epoką Nowego Państwa, a zwłaszcza burzliwymi wydarzeniami okresu amarneńskiego, narodziło się po głośnym odkryciu grobowca Tutanchamona w 1922, gdy Mika Waltari miał 14 lat. Przyszły pisarz chłonął wiedzę egiptologiczną, odwiedzał muzea i badał historię faraona-reformatora Echnatona. W 1928 roku przetłumaczył na fiński echnatoński „Hymn do Słońca”, a w 1935 napisał obszerny artykuł naukowy o tym faraonie. W 1936 roku napisał sztukę Akhnaton, auringosta syntynyt (Echnaton, urodzony ze Słońca), która zawiera niektóre wątki użyte później w powieści. Sztuka zajęła trzecie miejsce w konkursie literackim, ukazała się drukiem, a premierę miała dwa lata później. W 1938 roku Waltari osobiście oglądał w Berlinie słynne popiersie Nefretete, co wywarło na nim wielkie wrażenie. Powieść powstała wiosną i latem 1945 roku. Choć ma ona charakter literacki, została doceniona przez egiptologów za dokładność w przedstawieniu realiów starożytnego Egiptu. Opisuje również inne kraje Bliskiego Wschodu z końca epoki brązu oraz minojską Kretę, co również ma podstawy w odkryciach archeologicznych. Ówczesna sytuacja polityczna zaś oparta jest na bogatej korespondencji z Amarny.
Powieść zawiera też liczne motywy nawiązujące do Biblii. W przemyśleniach Sinuhe o marności życia można dostrzec podobieństwo do filozoficznego przesłania Księgi Koheleta (Kaznodziei). Bohater, podobnie jak Mojżesz, zostaje odnaleziony w koszyczku nad Nilem, a jego relacje z kurtyzaną przypominają przypowieść o synu marnotrawnym. Przyjaciel bohatera, Horemheb widział na pustkowiu krzew gorejący, podobnie jak Mojżesz. W ustach bohaterów pojawiają się zwroty i cytaty z różnych ksiąg biblijnych, między innymi z Księgi Przysłów (Przypowieści Salomona) oraz Psalmów. Fabuła obejmuje też ziemie i ludy opisane w Biblii, poza Egiptem, jest to Kanaan z Jerozolimą, Megiddo i Gazą oraz Syria i Mezopotamia. Wcześni Izraelici (Hebrajczycy) przedstawieni są z perspektywy źródeł egipskich, jako koczowniczy Habirowie, którzy próbują wyzwolić się spod władzy faraonów i mają tylko jednego boga – Jahwe. Również w monoteistycznym kulcie Atona można dostrzec podobieństwa do religii judeochrześcijańskiej, a sam Echnaton ma niektóre cechy przypominające Jezusa.
Wpływ miały też motywy mitologiczne, np. mity o Labiryncie, Minotaurze i byku kreteńskim oraz mity egipskie i bliskowschodnie.
Na kształt powieści miały również wpływ wydarzenia współczesne autorowi, m.in. wybuch II wojny światowej. W kraju Hetytów można dopatrzyć się polityki hitlerowskich Niemiec (król Suppiluliuma ma wiele cech Hitlera), a w Babilonie podobieństwa do Związku Sowieckiego, zaś losy leżącego pomiędzy nimi kraju Mitanni przypominają losy Polski w 1939 roku. Według niektórych źródeł, mocarstwa przedstawione są według klucza:
- Hatti – hitlerowskie Niemcy
- Babilonia – Związek Sowiecki
- Mitanni – Polska
- Egipt – Wielka Brytania
- Kreta – Francja lub Stany Zjednoczone
- Syria i miasta podległe Egiptowi – kolonie brytyjskie

Upadek międzywojennego idealizmu politycznego i pacyfizmu (ideologia Echnatona) i wkroczenie narodów na drogę wojny i przemocy (ideologia Horemheba) również znajduje odzwierciedlenie w gorzkim przesłaniu powieści. Waltari, który w czasie sowiecko-fińskiej wojny pracował w Państwowym Biurze Informacji, był świadkiem cynicznej zmiany sojuszy swojego kraju i propagandy opartej na kłamstwach i półprawdach, podobnie jak robiły to starożytne mocarstwa opisane w jego powieści.
Ponadto można dopatrzyć się w powieści nawiązań i aluzji do współczesnych autorowi ideologii i filozofii humanistycznych. Ważny w powieści wątek religijny nawiązuje do problemu pochodzenia religii monoteistycznej, judaizmu i chrystianizmu. W zinstytucjonalizowanym kulcie Amona można dopatrzyć się przedstawienia praktyk chrześcijaństwa, jego kleru i kultu wizerunków, a w reformach Echnatona nawiązania do pierwotnego nauczania Chrystusa i Nowego Testamentu.

## Fabuła

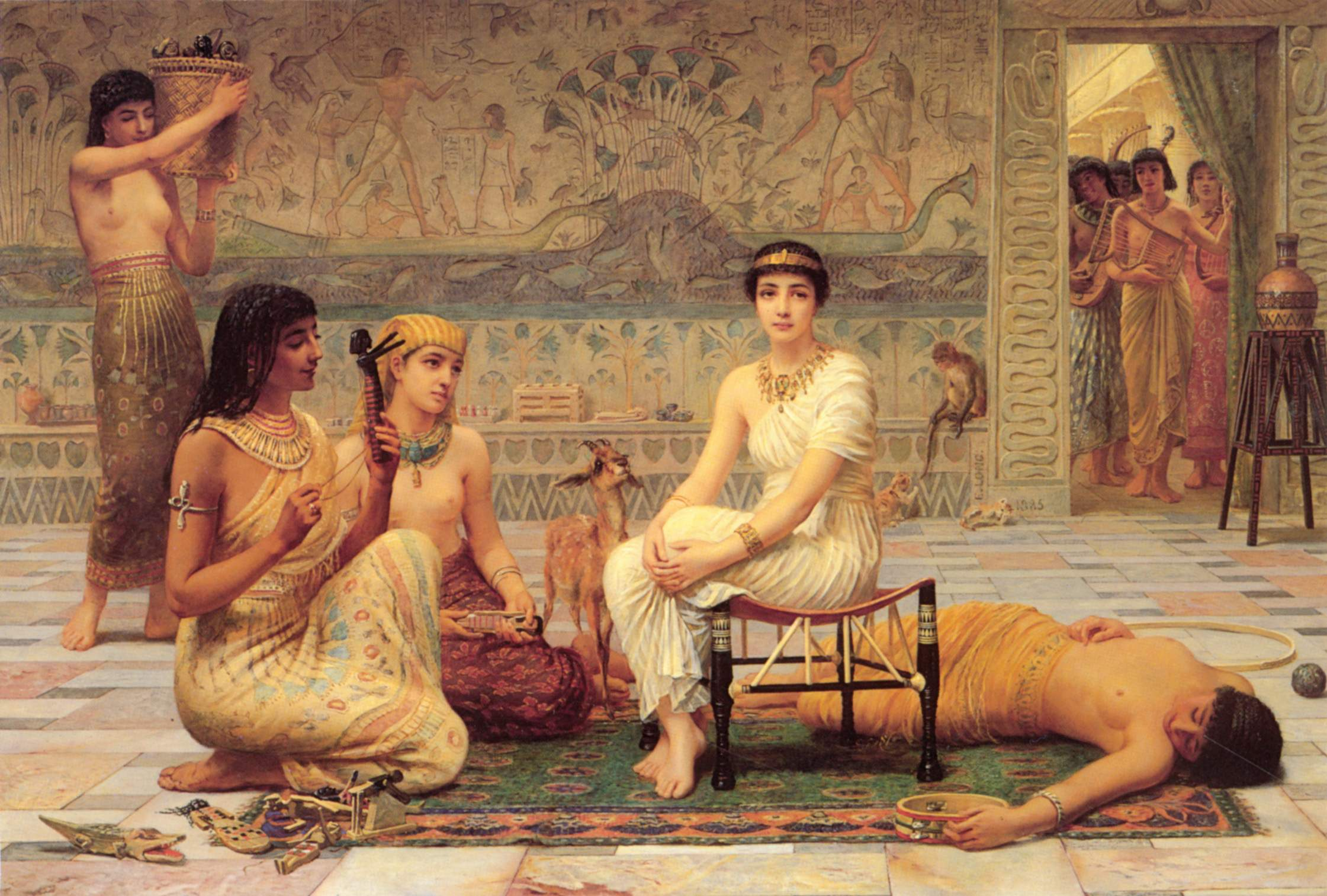
Egipska kurtyzana (Edwin Long – Stracone zachody miłosne, 1885)

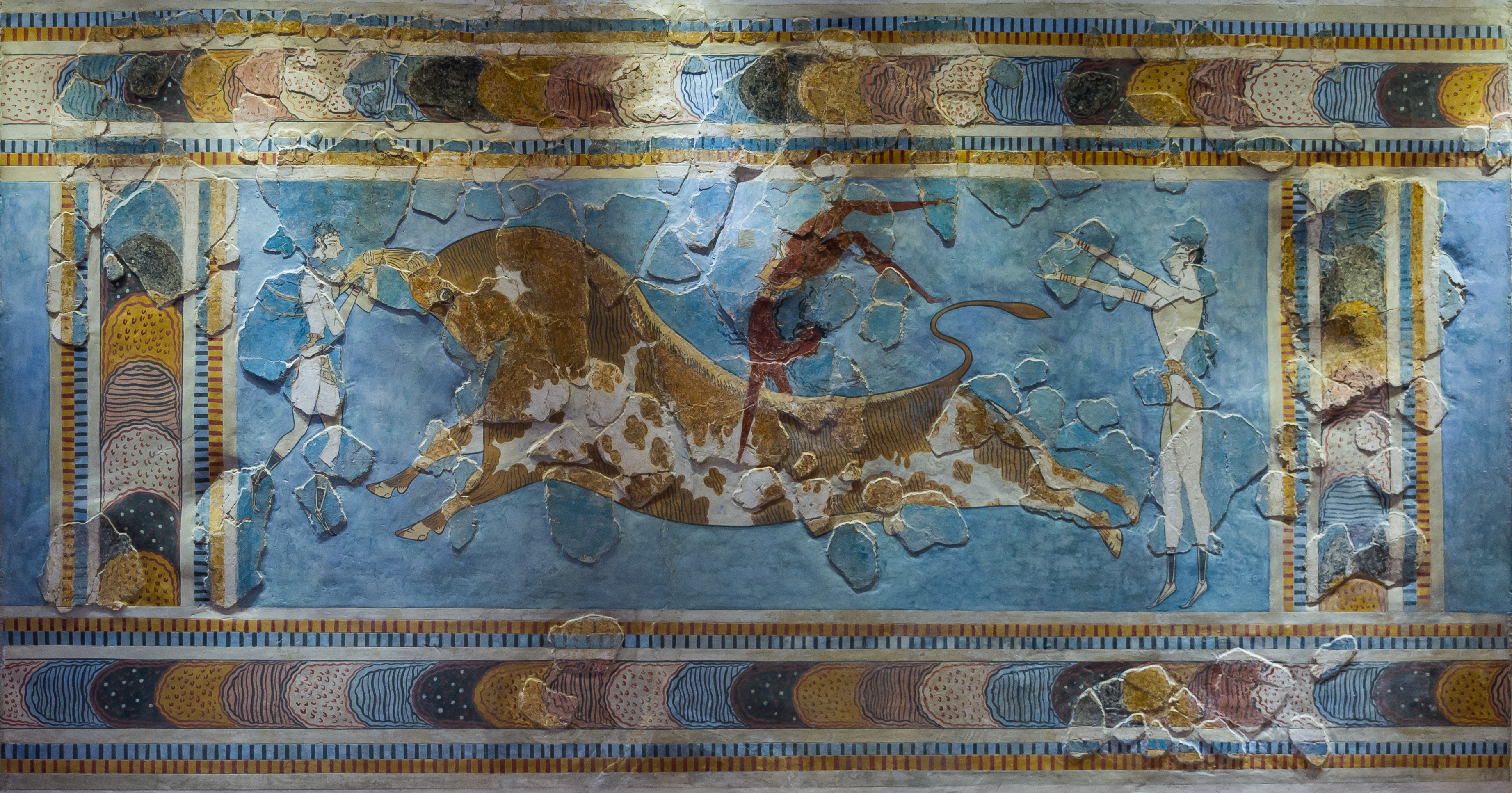
Taniec z bykiem (tauromachia), minojski fresk z pałacu w Knossos na Krecie

Treść powieści stanowi życie lekarza Sinuhe, którego urodzenie i pochodzenie otoczone są tajemnicą. Jako niemowlę odnaleziony przez Kipę w trzcinowej łódce płynącej Nilem, przygarnięty przez nią, dorastał w biednej dzielnicy Teb, w domu Senmuta, lekarza ubogich. W dzieciństwie chciał zostać żołnierzem, potem jednak zdecydował się kontynuować lekarski fach przybranego ojca. Nauczył się pisma od starca Oneha i w jego domu poznał utalentowanego Totmesa, z którym się zaprzyjaźnił. Dzięki pomocy znajomego ojca – królewskiego trepanatora Ptahora, dostał się do Domu Życia, gdzie został kapłanem najniższego stopnia, co umożliwiło mu naukę leczenia w Domu Życia. Tam po raz pierwszy spotkał podstępną i rozpustną Nefernefernefer, która go zauroczyła. Asystując Ptahorowi przy trepanacjach, dostał się do pałacu faraona, zmarłego zresztą wkrótce po trepanacji czaszki. Następca tronu Amenhotep IV nadaje mu nowe imię – Ten, Który Jest Samotny. Po „objawieniu się” Amenhotepowi jego boga – Atona, Sinuhe spotyka też wojownika Horemheba, z którym zawiera przyjaźń, i przy nowym władcy rozpoczyna nowy, pomyślny etap życia.
Trudniąc się później leczeniem ubogich, za złoto otrzymane w wynagrodzeniu od faraona kupił jednookiego niewolnika Kaptaha, który stał się jego zaufanym sługą. Wkrótce jednak ponownie spotyka na swej drodze Nefernefernefer, dla której stopniowo traci cały majątek własny i swoich rodziców. Po ich tragicznym zgonie zatrudnia się w Domu Śmierci przy preparowaniu zwłok, ażeby zapewnić rodzicom godny pochówek, choć utraciwszy również ich grób, zmuszony jest pogrzebać ich w piasku pustyni. Mści się na Nefernefernefer.
Następnie, wyzuty z majątku i okryty hańbą, wraz z Kaptahem opuszcza Egipt, udając się do „Krain czerwonych”. Tam wplątany zostaje w wydarzenia i intrygi swoich czasów, doświadcza licznych burzliwych przygód w odwiedzanych kolejno krajach świata starożytnego (w tym w Syrii, Babilonie, kraju Mitanni i minojskiej Krecie), przeżywa dramaty i namiętności. Tracąc jednak w życiu po kolei wszystko i sprzeniewierzywszy się wszystkim, jako zupełny rozbitek życiowy, kończy wreszcie w charakterze wygnańca z woli swego dawnego przyjaciela Horemheba, który tymczasem został faraonem. W zupełnym odosobnieniu spisuje dzieje swego żywota na papirusach, które zostaną złożone z nim do grobu.

## Postacie

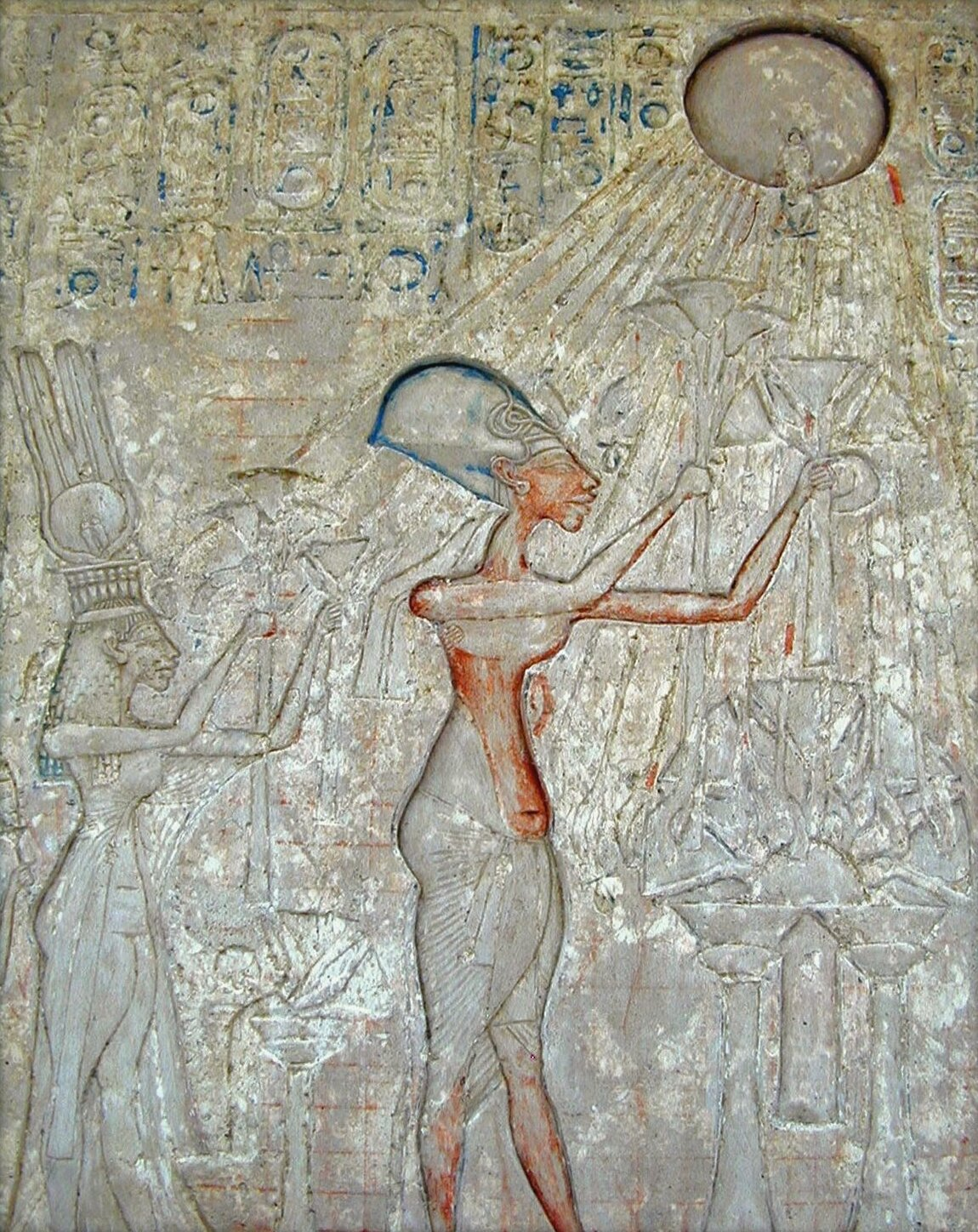
Echnaton i jego rodzina oddająca cześć Atonowi

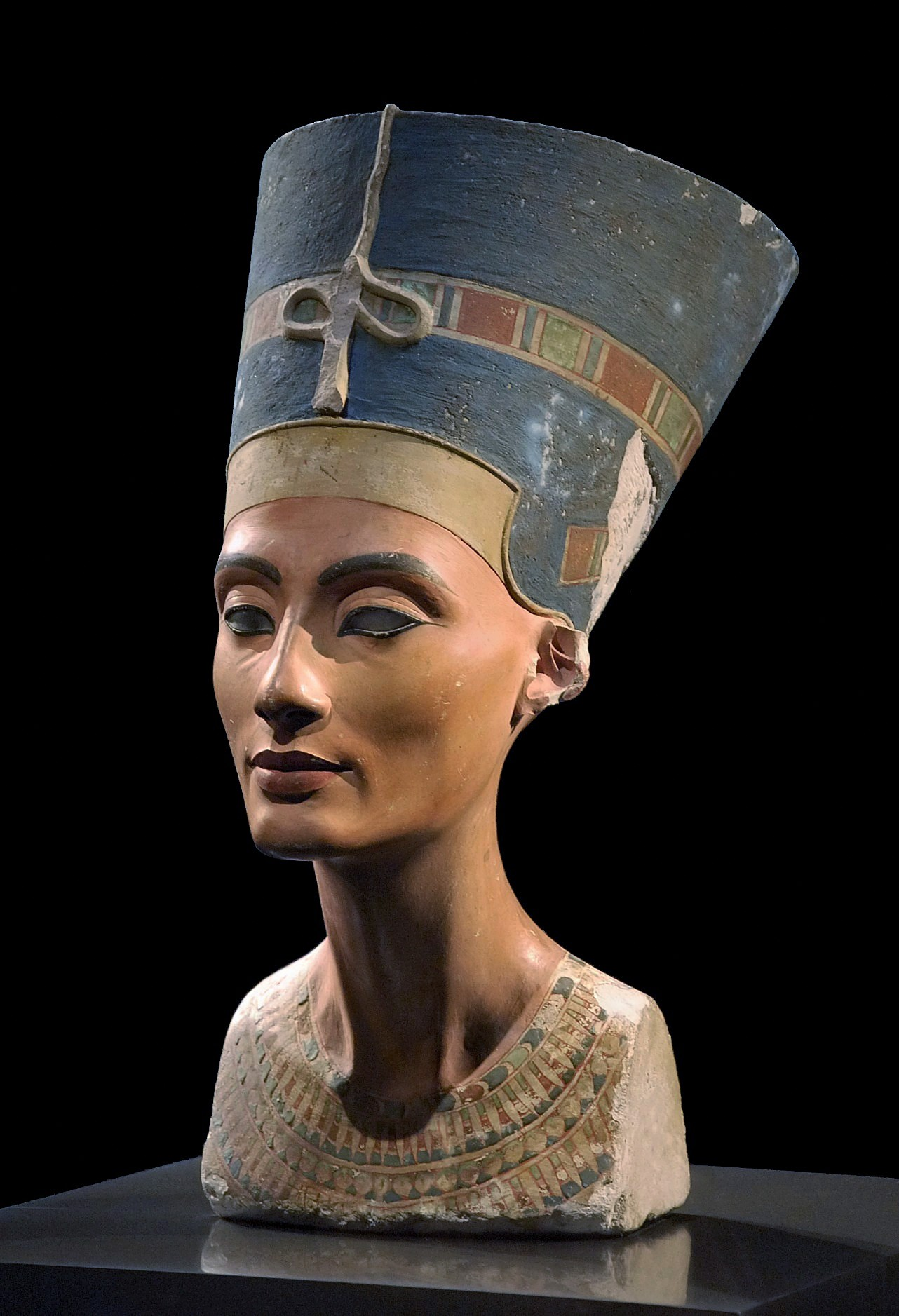
Popiersie Nefretete dłuta Totmesa, Neues Museum w Berlinie

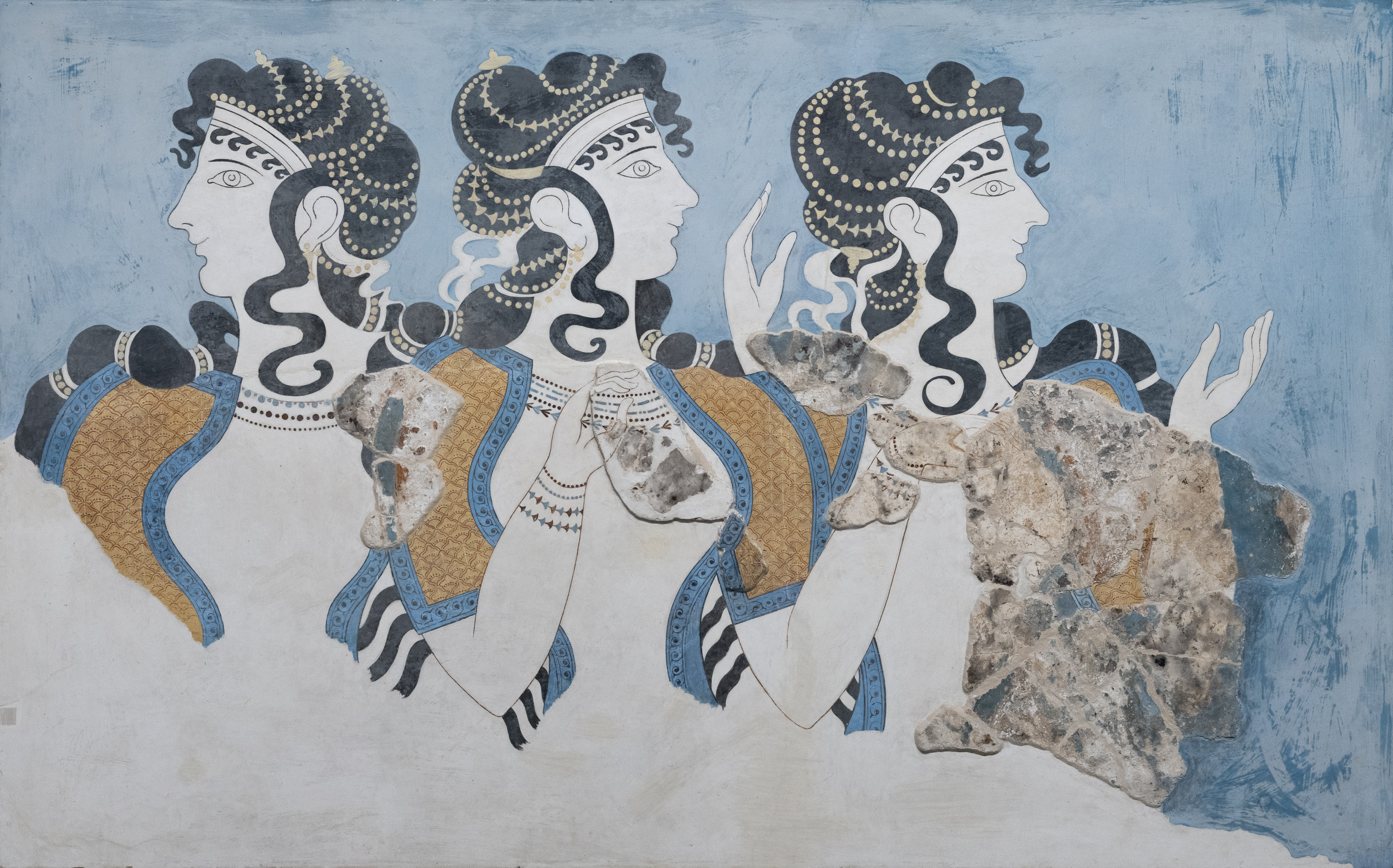
Kobiety z Krety z okresu minojskiego, fresk z Knossos

### Postacie literackie
- Sinuhe – Ten, Który Jest Samotny, główny bohater powieści, lekarz. Jego imię przybrana matka Kipa zaczerpnęła z opowieści, której bohater (Sinuhe) podsłuchał straszliwą tajemnicę faraona, uciekł z Egiptu i wiele lat ukrywał się, podróżując po różnych krajach.
- Senmut – przybrany ojciec Sinuhe, lekarz ubogich mieszkający w dzielnicy biedoty w Tebach
- Kipa – przybrana matka Sinuhe
- Inteb – stary żołnierz, dawny bohater wojenny i kaleka
- Kaptah – wierny jednooki sługa Sinuhe, rozsądniejszy od swego pana pozwalającego mu ze sobą się spoufalać i dyskretnie się okradać
- Ptahor – królewski trepanator, starzec, który dokonał nieudanej trepanacji czaszki umierającego faraona Amenhotepa III i który osobistym pomocnikiem mianował Sinuhe, zapewniając mu tym późniejszą pozycję
- Ramose – starzec pracujący jako preparator zwłok w Domu Śmierci
- Nefernefernefer – bogata kurtyzana egipska, którą kochał Sinuhe, a która przyczyniła się do roztrwonienia całego jego majątku, porzucając go ostatecznie po doprowadzeniu do ruiny
- Keftiu – kreteńska niewolnica Sinuhe, którą nabył w Simirze, późniejsza nałożnica króla Aziru
- Minea – księżniczka kreteńska, kapłanka boga-byka, uratowana z haremu króla babilońskiego przez Sinuhe, miłość i jedyna żona głównego bohatera
- Merit – dziewczyna służebna pracująca w należącym do Kaptaha szynku „Ogon Krokodyla”, partnerka Sinuhe i matka jego jedynego syna – Tota
- Tot – syn Merit i Sinuhe
- Muti – stara, ale lojalna służąca Sinuhe i jego kucharka
- Mehunefer – dama dworu królowej Teje
- Hrihor – potajemny kapłan Amona, przeciwnik Echnatona
- Roju – dowódca twierdzy w Gazie
- Pepitamon – dowódca straży, hodowca rasowych kotów

### Postacie historyczne
- Amenhotep III – faraon, za panowania którego rozpoczyna się akcja powieści
- Teje – małżonka faraona o cechach murzyńskich, po jego śmierci władająca krajem podczas małoletniości następcy tronu
- Echnaton (Amenhotep IV) – syn i następca faraona Amenhotepa III, propagator kultu Atona i reformator religijny, zwalczający inne kulty, zwłaszcza Amona
- Baketamon – księżniczka, siostra Echnatona, później żona Horemheba
- Tadukhipa – księżniczka Mitanni, pierwsza żona faraona, mająca około 6 lat, gdy zmarła wysłana do Egiptu
- Eje – arcykapłan wywyższony przez królową Teje, potężna osoba w państwie, faraon po śmierci Tutanchamona
- Nefertete – córka Eje, podniesiona przez Echnatona do rangi pierwszej małżonki po śmierci księżniczki Mitanni
- Meritaton – córka Echnatona, żona chłopca Senkere
- Anchesenaton – córka Echnatona, żona Tutanchamona
- Tutanchamon – zięć Echnatona i Nefretete, następca Echnatona i zmarły młodo faraon
- Horemheb – przyjaciel Sinuhe, syn serowara, dowódca armii egipskiej, późniejszy faraon, za panowania którego Sinuhe spisał swoje wspomnienia
- Totmes – przyjaciel Sinuhe z dzieciństwa, twórca, mistrz realistycznych wyobrażeń w sztuce, historycznie: rzeźbiarz królewski, twórca portretu Nefretete
- Suppiluliuma I – król Hetytów
- Szubattu – syn Suppiluliumy, niedoszły faraon
- Aziru – władca syryjskiego Amurru, którego Sinuhe poznaje w Simirze, przywódca zbuntowanej Syrii
- Burna-Buriasz II – król Babilonu

## Miejsca akcji

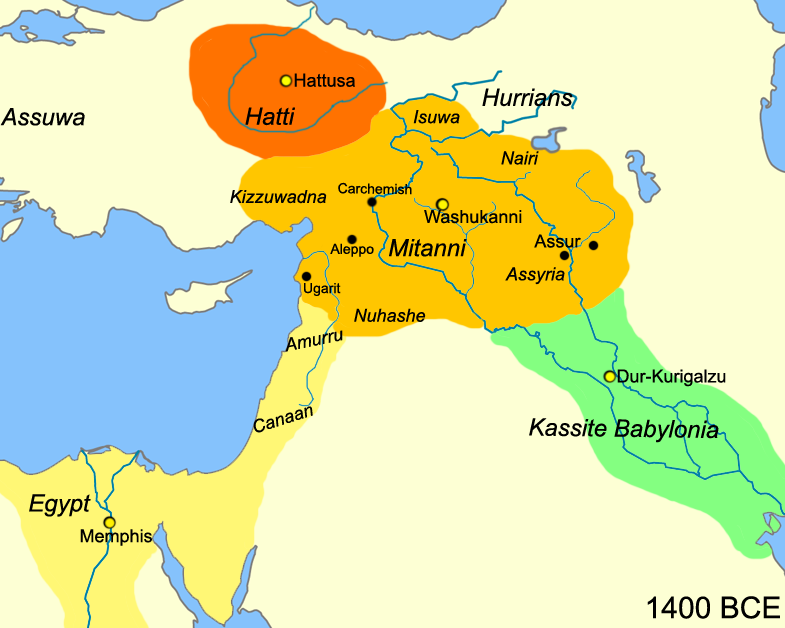
Egipt i Bliski Wschód około 1400 r. p.n.e.

Pierwotnym miejscem akcji są Teby w Górnym Egipcie, stolica starożytnego Egiptu z czasów XVIII dynastii, dzisiejszy Karnak (w obrębie miasta Luksor). Czasowo akcja toczy się również w Tebach Zachodnich, na terenie Nekropoli Tebańskiej (Miasta Umarłych).
Po wyjeździe z Egiptu Sinuhe odbył wiele podróży po krajach czerwonych, czyli obcych Egiptowi (który dla odróżnienia zwano krajem czarnym, Chemet), zatem miejsce akcji zmienia się odpowiednio do jego wędrówek.
Kraje czerwone odwiedzone przez Sinuhe:
- Syria: port Simira (identyfikowany z Sumur) oraz Jerozolima, strefa wpływów egipskich
- Mitanni – pokojowe państwo w północnej Mezopotamii, leżące między Hatti a Babilonią, sojusznik Egiptu
- Babilonia – bogate i starożytne państwo w Mezopotamii, bogacące się na handlu, ze stolicą w Babilonie, jego królem był Burna-Buriasz
- Hatti – kraj Hetytów (na terenie dzisiejszej wschodniej Turcji), oparty na sile i przemocy, rządzony przez żądnego podbojów króla Suppiluliumasa I
- Amurru – syryjski kraj Hyksosów, rządzony przez króla Aziru, kolonia egipska
- Kreta – potęga morska, w której panują następujący po sobie królowie o imieniu Minos, a każdy główny kapłan nosi imię Minotauros (z rodziny królewskiej pochodziła Minea).

Po powrocie do Egiptu Sinuhe mieszka znów w Tebach, gdzie dzieje się większość fabuły II tomu. Czasowo przenosi się wraz z dworem Echnatona do nowej stolicy Achetaton (dzisiejsza Amarna), położonej pomiędzy Górnym a Dolnym Egiptem. Później uczestniczy w wyprawie wojennej Horemheba przeciw Syrii i Hetytom, m.in. do Gazy i Megiddo oraz udaje się na Synaj na spotkanie z królewiczem hetyckim. Na koniec Sinuhe zostaje zesłany nad Morze Czerwone.

## Bóstwa występujące w powieści

### Bogowie egipscy

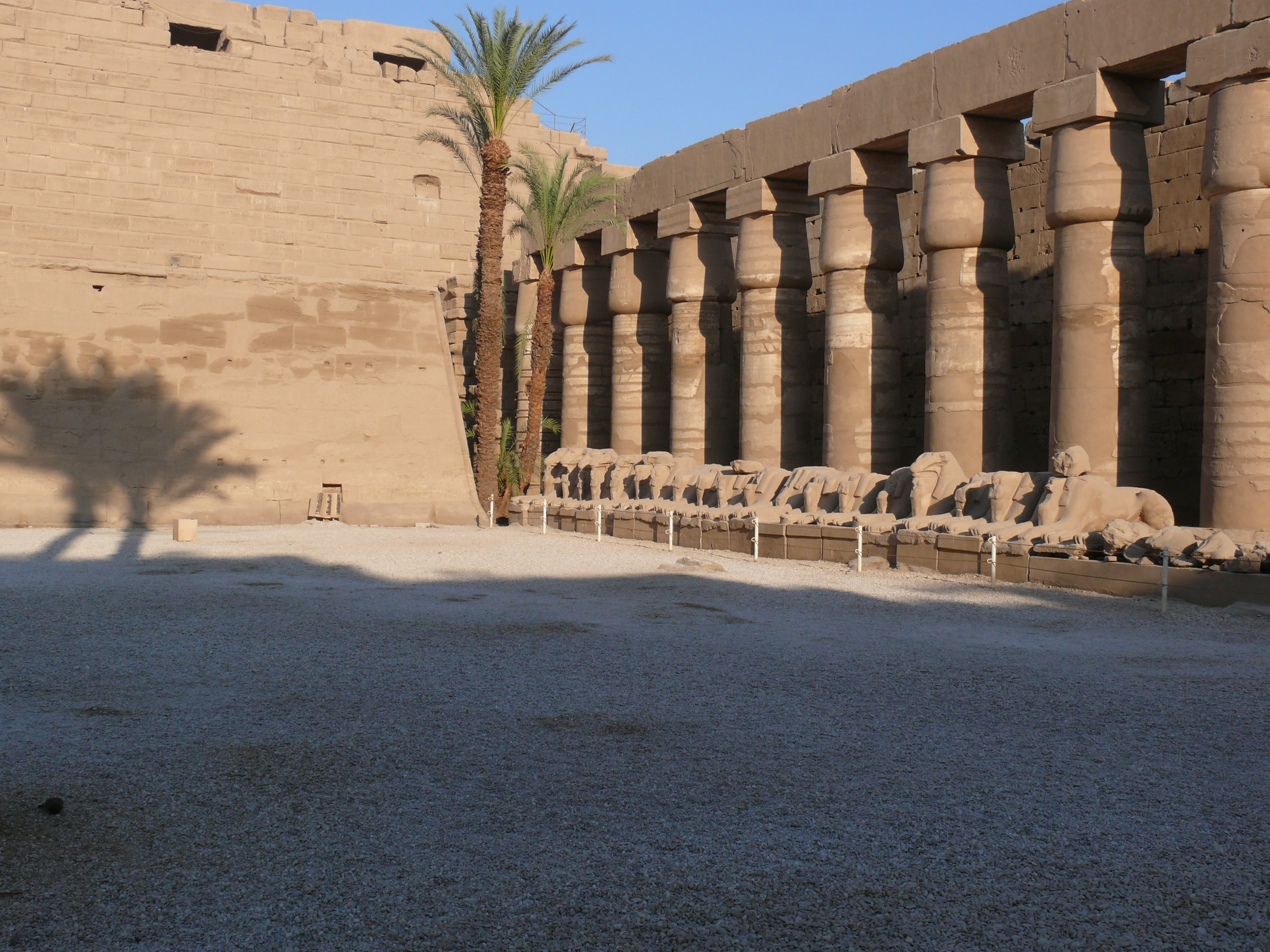
Świątynia Amona w Karnaku, starożytne Teby

Symbol Atona, boga tarczy słonecznej

Mnogość bóstw egipskich sprawiała, że Egipcjanie czcili jedynie te, których kult był dla nich najwygodniejszy lub które w danym czasie najbardziej im sprzyjały. Sinuhe przedstawił w swojej opowieści niekorzystny wizerunek kapłanów różnych bóstw, którym bardziej niż na przychylności bogów zależało na obfitych ofiarach wyznawców. Mowa też o zatracającym się wśród kapłaństwa poczuciu pokory przed bogami i powolnym odchodzeniu od tradycyjnych zasad kultu (o czym nie miał pojęcia nikt poza klerem). Większość Egipcjan zachowywała jednak wciąż głęboką religijność. Najważniejsi bogowie Egiptu to:
- Amon
- Re-Horahte
- Aton
- Baset

### Inne bóstwa
- Baal – okrutne i ponure bóstwo czczone w Syrii, któremu w ofierze składano ludzi (głównie małe dzieci);
- Astarte – zwana także Isztar z Niniwy – syryjskie kobiece bóstwo miłości, jej kapłanki, zwane dziewicami, oddawały się mężczyznom na terenie świątyni (prostytucja sakralna);
- Tammuz – bóg wegetacji, którego zmartwychwstanie czczono w Syrii, jego kult miał charakter falliczny
- Jahwe (Jehowa) – bóg Habirów (Hebrajczyków), jedyny bóg czczony przez ten koczowniczy lud
- Marduk – naczelny bóg Babilonu
- Kreteński bóg-byk, bóg morza, potwór przetrzymywany w jaskini przybrzeżnej; póki żyje (a szczyci się tym, że jest jedynym żywym bogiem) – póty Kreta jest bezpieczna

## Ekranizacja
Powieść zekranizowano w 1954 roku – film The Egyptian w reżyserii Michaela Curtiza w Polsce jest znany pod tytułem Egipcjanin Sinuhe.